# Zwitserland op het Eurovisiesongfestival 1975
Zwitserland nam deel aan het Eurovisiesongfestival 1975, gehouden in Stockholm, Zweden. Het was de 20ste deelname van het land.

## Selectieprocedure
De nationale finale vond plaats in de studio's van TSR in Genève. De show werd gepresenteerd door Heidi Arbel, Maschia Cantoni en Claude Evelyn.
In de finale deden er 7 liedjes mee en werd de winnaar gekozen door 3 regionale jury's.
De uiteindelijke winnaar was Simone Drexel met Mikado.

### Nationale finale
| Plaats | Artiest           | Lied              |
| ------ | ----------------- | ----------------- |
| 1      | Simone Drexel     | Mikado            |
| 2      | Peter, Sue & Marc | Lève-toi soleil   |
| 3      | Gérald Matthey    | Chante avec nous  |
| 4      | Marisa Frigerio   | Ricominciare      |
| 5      | I Nuovi Angeli    | Liverpool         |
| 6      | Pierre Alain      | Le chercheur d'or |
| 7      | Henri             | Evasion           |

## In Stockholm
Zwitserland moest als 7de aantreden op het festival, net na Noorwegen en voor Joegoslavië. Op het einde van de puntentelling bleek dat ze 77 punten hadden verzameld, goed voor een 6de plaats.

### Gekregen punten

#### Finale
| 12 punten                      | 10 punten   | 8 punten | 7 punten                         | 6 punten            |
| ------------------------------ | ----------- | -------- | -------------------------------- | ------------------- |
| - Italië                       | - Frankrijk | - België | - Nederland - Turkije            | - Duitsland - Malta |
| 5 punten                       | 4 punten    | 3 punten | 2 punten                         | 1 punt              |
| - Monaco - Verenigd Koninkrijk | - Finland   |          | - Ierland - Luxemburg - Portugal | - Noorwegen         |

### Punten gegeven door Zwitserland

#### Finale
Punten gegeven in de finale:
| 12 punten | Finland             |
| 10 punten | Italië              |
| 8 punten  | Verenigd Koninkrijk |
| 7 punten  | Ierland             |
| 6 punten  | Nederland           |
| 5 punten  | Spanje              |
| 4 punten  | Malta               |
| 3 punten  | Frankrijk           |
| 2 punten  | Israël              |
| 1 punt    | Zweden              |

1956 · 1957 · 1958 · 1959 · 1960 · 1961 · 1962 · 1963 · 1964 · 1965 · 1966 · 1967 · 1968 · 1969 · 1970 · 1971 · 1972 · 1973 · 1974 · 1975 · 1976 · 1977 · 1978 · 1979 · 1980 · 1981 · 1982 · 1983 · 1984 · 1985 · 1986 · 1987 · 1988 · 1989 · 1990 · 1991 · 1992 · 1993 · 1994 · 1995 · 1996 · 1997 · 1998 · 1999 · 2000 · 2001 · 2002 · 2003 · 2004 · 2005 · 2006 · 2007 · 2008 · 2009 · 2010 · 2011 · 2012 · 2013 · 2014 · 2015 · 2016 · 2017 · 2018 · 2019 · 2020 · 2021 · 2022 · 2023 · 2024 · 2025